# Битва при Каматеро
Битва при Каматеро — сражение состоявшееся 27 января 1827 года между греческими повстанцами и армией Османской империи — эпизод Освободительной войны Греции 1821—1829 годов.

## Предыстория
В апреле 1826 года пал город Месолонгион — очаг Греческой революции в западной Центральной Греции. Осаждавшие город османские силы, под командованием Кютахи (Решид-Мехмед-паша), и египетские, под командованием Ибрагима-паши, освободились для подавления восстания.
Выступив из Месолонгиона в конце мая, во главе 10 тысяч солдат, Кютахи, почти не встречая сопротивления, 16 июля подошёл к последнему серьёзному очагу сопротивления, незначительному тогда, городу Афины, где на скалу Афинского Акрополя поднялись для обороны 1 тысяча повстанцев во главе с Яннисом Гурасом и Иоаннисом Макрияннисом и гражданское население. Началась осада и оборона Акрополя, которая продлится 10 месяцев.
Военачальник Караискакис своим трёхмесячным походом, начатым 25 октября, и битвой при Арахове вернул грекам контроль над Центральной Грецией. Османская армия продолжала осаду Афинского Акрополя.

## Бурбаки-старший
В истории математики имя Николя Бурбаки — это коллективный псевдоним французских математиков, использовавших фамилию известного французского генерала греческого происхождения Шарля Дени Бурбаки (Charles Denis Sauter Bourbaki). В свою очередь, генерал Бурбаки был сыном известного наполеоновского офицера, полковника Константина Дени Бурбаки, уроженца греческого острова Кефалиния.
Естественно, что в греческой историографии полковник упоминается под своим греческим именем: Дионисий Вурвахис (греч. Διονύσιος Βούρβαχης. После Ватерлоо верный Наполеону офицер окончательно ушёл из армии и проживал в своём доме в городе По во Французских Пиренеях.

## Греческая революция
1821 год не мог оставить полковника Вурвахиса безучастным к судьбе Отечества. Полковник был в постоянном контакте с французскими комитетами помощи Греции и в 1826 году был послан в Грецию, во главе группы французских филэллинов-волонтеров.
Вурвахис прибыл в временную столицу Греции город Нафплион 23 декабря 1826 года. Он приходился зятем графу Андреасу Метаксасу, который был так же, как и Вурвахис, кефалонийцем. Метаксас, вместо того чтобы направить Вурвахиса под командование Караискакиса, посоветовал ему создать собственный отряд, полагая что Вурвахис сможет стать командующим силами Центральной Греции, вместо Караискакиса. На свои деньги Вурвахис сколотил отряд в 800 человек, которых Макрияннис описывает как «собаки бездомные, клиенты бильярдных Нафплиона».

## Каматеро и Кастелла
Во главе этого отряда, Вурвахис направился к городу Элефсис, где соединился с силами военачальника Васоса Мавровуниотиса и другими. Силы этого греческого лагеря достигли 3 тысяч человек.
Одновременно на острове Саламин собрались 1500 повстанцев, под командованием Макриянниса и 400 регулярных солдат, под командованием майора Игглесиса. Силы на острове Саламин возглавил шотландец Томас Гордон.
Греческие силы из Элефиса выступили 21 января, оттеснили турок до Мениди (сегодняшнего северо-западного пригорода Афин Ахарне) и разбили лагерь в Каматероне.
В ночь с 24 на 25 января из Саламина вышла флотилия, на борту кораблей которой находилась группировка Гордона. В составе флотилии был парусно-паровой корабль Картериа капитана Франка Хэстингса, 3 брига и 5 голетов. На борту кораблей было также 25 иностранцев-филэллинов и 50 артиллеристов с острова Псара с 9 пушками. Флотилия подошла к полуострову Кастелла (Мунихия), Пирей, где первым высадился Макрияннис. Изгнав немногочисленных турок, десант стал укреплять позиции и устанавливать пушки. Осажденные с Афинского Акрополя, видя огни греческих лагерей в Каматеро и на Кастелле, ожидали скорого снятия осады.
25 января Картериа вошла в бухту Порто Драко, как тогда именовали главную акваторию сегодняшнего пирейского порта, открыла огонь по монастырю Св. Спиридона, где укрепились турки и высадила десант. Но атаку десанта турки отбили. Картериа повторила обстрел 26 января, но Кютахи подошёл с подкреплениями и начал артиллерийский обстрел Картерии, которая, маневрируя, села на мель. Пока Картериа снималась с мели, она получила несколько повреждений от турецких ядер.
На следующий день, 27 января, Кютахи с 2 тысячами пехоты и 600 кавалеристами направился к Каматеро. Черногорец Васос Мавровуниотис занял позиции у подножия горы и советовал Вурвахису последовать его примеру. Но Вурвахис, не беря в учёт что из себя представлял его отряд, решил принять бой на равнине. Одного мужества и опыта Вурвахиса было недостаточно для этого боя. Отразив атаку пехоты, с первой атакой кавалерии его разношёрстный отряд был разбит. По разным источникам греки потеряли в этом бою от 200 до 500 человек убитыми.
Раненый Вурвахис был взят в плен. Были предприняты попытки выкупить его, но Кютахи дал приказ отрубить Вурвахису голову.

## Последствия
Ссылаясь на свою победу при Каматеро, Кютахи в очередной раз запросил сдачу Афинского Акрополя. Осаждённые указали на полуостров Кастеллу, все ещё находившуюся в греческих руках. 29 января почти вся армия Кютахи обрушилась на Кастеллу. Гордон и баварец Эйдек переправились на корабли. Макрияннис отказался следовать за ними и вместе с героем Клисовы П. Сотиропулосом отбил 3 атаки турецкой армии. Кастелла осталась в греческих руках, но победа Кютахи при Каматеро позволила ему продолжить осаду Афинского Акрополя.